# Чешка на Светском првенству у атлетици на отвореном 2017.
Чешка је на Светском првенству у атлетици на отвореном 2017. одржаном у Лондону од 4. до 13. августа, учествовала тринаести пут, односно учествовала је под данашњим именом на свим првенствима од 1993. до данас. Репрезентацију Чешке представљало је 27 такмичара (12 мушкараца и 15 жена) у 17 (7 мушких и 10 женских) дисциплина.,
На овом првенству Чешка је по броју освојених медаља заузела 10. место са 3 освојене медаље (златна, сребрна и бронзана). Занимљиво је да су све три медаље освојене у бацању копља. У табели успешности према броју и пласману такмичара који су учествовали у финалним такмичењима (првих 8 такмичара) Чешка је са 8 учесника у финалу заузела 12. месту са 37 бодова.
| Плас. | Земља | 1. место | 2. место | 3. место | 4. место | 5. место | 6. место | 7. место | 8. место | Бр. финал. | Бод. |
| ----- | ----- | -------- | -------- | -------- | -------- | -------- | -------- | -------- | -------- | ---------- | ---- |
| 12.   | Чешка | 1        | 1        | 1        | 2        | 1        | 0        | 0        | 2        | 8          | 37   |

## Учесници
| Мушкарци: - Павел Маслак — 400 м - Јакуб Холуша — 1.500 м - Јан Кудличка — Скок мотком - Михал Балнер — Скок мотком - Радек Јушка — Скок удаљ - Томаш Стањек — Бацање кугле - Ладислав Прашил — Бацање кугле - Петр Фридрих — Бацање копља - Јакуб Вадлејх — Бацање копља - Јарослав Јилек — Бацање копља - Витјезслав Весели — Бацање копља - Адам Себастијан Хелцелет — Десетобој | Жене: - Симона Врзалова — 1.500 м - Ева Врабцова-Нивлтова — Маратон - Зузана Хејнова — 400 м препоне - Дениза Росолова — 400 м препоне - Луција Секанова — 3.000 м препреке - Анежка Драхотова — Ходање 20 км - Михаела Груба — Скок увис - Јиржина Птачњикова — Скок мотком - Романа Малачова — Скок мотком - Амалија Швабикова — Скок мотком - Катежина Шафранкова — Бацање кладива - Барбора Шпотакова — Бацање копља - Никола Огродникова — Бацање копља - Елишка Клучинова — Седмобој - Катарина Цахова — Седмобој |  |

## Освајачи медаља (3)

### Злато (1)
- Барбора Шпотакова — Бацање копља

### сребро (1)
- Јакуб Вадлејх — Бацање копља

### бронза (1)
- Петр Фридрих — Бацање копља

## Резултати

### Мушкарци
| Атлетичар         | Дисциплина   | Лични рекорд | Квалификације | Квалификације | Полуфинале           | Полуфинале   | Финале                | Финале       | Детаљи |
| Атлетичар         | Дисциплина   | Лични рекорд | Резултат      | Место         | Резултат             | Место        | Резултат              | Место        | Детаљи |
| ----------------- | ------------ | ------------ | ------------- | ------------- | -------------------- | ------------ | --------------------- | ------------ | ------ |
| Павел Маслак      | 400 м        | 44,79 НР     | 45,10 кв      | 4. у гр. 1    | 45,24                | 6. у гр. 3   | Није се квалификовао  | 17 / 49 (52) |        |
| Јакуб Холуша      | 1.500 м      | 3:33,36 НР   | 3:42,31 КВ    | 2. у гр. 2    | 3:38,05 КВ           | 1. у гр. 2   | 3:34,89               | 5 / 41 (45)  |        |
| Јан Кудличка      | Скок мотком  | 5,83         | 5,45          | 3. у гр. А    |                      |              | Нису се квалификовали | 18 / 33 (34) |        |
| Михал Балнер      | Скок мотком  | 5,82         | 5,45          | 11. у гр. Б   | 25 / 26 (30)         |              | Нису се квалификовали |              |        |
| Радек Јушка       | Скок удаљ    | 8,29         | 8,24 КВ       | 1. у гр. А    | 8,02                 | 10 / 31 (32) |                       |              |        |
| Ладислав Прашил   | Бацање кугле | 21,47        | 20,04         | 9. у гр. А    | Није се квалификовао | 18 / 32      |                       |              |        |
| Томаш Стањек      | Бацање кугле | 22,01 НР     | 20,76 КВ      | 6. у гр. Б    | 21,41                | 4 / 32       |                       |              |        |
| Витјезслав Весели | Бацање копља | 88,34        | 83,63 КВ      | 14. у гр. А   | Није се квалификовао | 26 / 31 (32) |                       |              |        |
| Јакуб Вадлејх     | Бацање копља | 88,02        | 83,87 КВ      | 7. у гр. Б    | 89,73 ЛР             |              |                       |              |        |
| Петр Фридрих      | Бацање копља | 88,23        | 86,22 КВ      | 1. у гр. Б    | 88,32 ЛР             |              |                       |              |        |
| Јарослав Јилек    | Бацање копља | 83,19        | 74,24         | 8. у гр. А    | Није се квалификовао | 16 / 31 (32) |                       |              |        |

#### Десетобој
| Дисциплина    | Адам Себастијан Хелцелет | Адам Себастијан Хелцелет | Адам Себастијан Хелцелет | Адам Себастијан Хелцелет | Адам Себастијан Хелцелет | Адам Себастијан Хелцелет |
| Дисциплина    | Лич. рек.                | Резултат                 | Бод.                     | Плас.                    | Укупно                   | Плас.                    |
| ------------- | ------------------------ | ------------------------ | ------------------------ | ------------------------ | ------------------------ | ------------------------ |
| 100 м         | 10,81                    | 11,28                    | 799                      | 29.                      | 799                      | 29.                      |
| Скок удаљ     | 7,50                     | 7,03                     | 821                      | 28.                      | 1.620                    | 28.                      |
| Бацање кугле  | 15,42                    | 14,57                    | 763                      | 11.                      | 2.383                    | 23.                      |
| Скок увис     | 2,07                     | 2,02                     | 822                      | 11.                      | 3.205                    | 20.                      |
| 400 м         | 48,66                    | 49,51                    | 837                      | 21.                      | 4.042                    | 20.                      |
| 110 м препоне | 14,07                    | 14,38                    | 926                      | 8.                       | 4.968                    | 15.                      |
| Бацање диска  | 50,00                    | 44,71 ЛРС                | 761                      | 11.                      | 5.729                    | 11.                      |
| Скок мотком   | 5,00                     | 4,90                     | 880                      | 9.                       | 6.609                    | 12.                      |
| Бацање копља  | 68,20                    | 71,56 ЛР                 | 913                      | 2.                       | 7.522                    | 7.                       |
| 1500 м        | 4:34,41                  | 4:36,85 ЛРС              | 700                      | 9.                       | 8.222                    | 8.                       |
| Десетобој     | 8.335                    |                          |                          |                          | 8.222                    | 8 / 20 (35)              |

### Жене
| Атлетичарка           | Дисциплина       | Лични рекорд | Квалификације      | Квалификације      | Полуфинале            | Полуфинале            | Финале                | Финале                | Детаљи |
| Атлетичарка           | Дисциплина       | Лични рекорд | Резултат           | Место              | Резултат              | Место                 | Резултат              | Место                 | Детаљи |
| --------------------- | ---------------- | ------------ | ------------------ | ------------------ | --------------------- | --------------------- | --------------------- | --------------------- | ------ |
| Симона Врзалова       | 1.500 м          | 4:07,21      | Није завршила трку | Није завршила трку | Није се квалификовала | Није се квалификовала | Није се квалификовала | Није се квалификовала |        |
| Ева Врабцова-Нивлтова | Маратон          | 2:30:10      |                    |                    |                       |                       | 2:29:56 ЛР            | 14 / 78 (92)          |        |
| Зузана Хејнова        | 400 м препоне    | 52,83 НР     | 55,05 КВ           | 1. у гр. 2         | 54,59 КВ              | 1. у гр. 1            | 54,20 ЛРС             | 4 / 39                |        |
| Дениза Росолова       | 400 м препоне    | 54,24        | 55,41 КВ, ЛРС      | 3. у гр. 1         | 56,40 (.398)          | 6. у гр. 2            | Нису се квалификовале | 17 / 39               |        |
| Луција Секанова       | 3.000 м препреке | 9:41,84      | 10:09,67           | 12. у гр. 1        |                       |                       | Нису се квалификовале | 37 / 40 (42)          |        |
| Анежка Драхотова      | 20 км ходање     | 1:26:53 НР   |                    |                    |                       |                       | Није завршила трку    | Није завршила трку    |        |
| Михаела Груба         | Скок увис        | 1,95д        | 1,92 кв            | 6. у гр. Б         |                       |                       | 1,92                  | 11 / 29 (30)          |        |
| Јиржина Птачњикова    | Скок мотком      | 4,76 НР      | 4,35               | 10. у гр. А        | Нису се квалификовале | 18 / 24 (31)          |                       |                       |        |
| Романа Малачова       | Скок мотком      | 4,62д        | 4,35               | 9. у гр. Б         | Нису се квалификовале | 18 / 24 (31)          |                       |                       |        |
| Амалија Швабикова     | Скок мотком      | 4,50         | Без пласмана       | Без пласмана       | Није се квалификовала | Није се квалификовала |                       |                       |        |
| Катежина Шафранкова   | Бацање кладива   | 72,47 НР     | 70,67 кв           | 5. у гр А          | 71,34 ЛРС             | 8 / 30 (32)           |                       |                       |        |
| Барбора Шпотакова     | Бацање копља     | 72,28 СР, НР | 64.32 КВ           | 3. у гр. Б         | 66,76                 |                       |                       |                       |        |
| Никола Огродникова    | Бацање копља     | 62,24        | 59,99              | 10. у гр. А        | Није се квалификовала | 19 / 32               |                       |                       |        |

#### Седмобој
| Дисциплина    | Катарина Цахова | Катарина Цахова | Катарина Цахова | Катарина Цахова | Катарина Цахова | Катарина Цахова |
| Дисциплина    | Лични рекорд    | Резултат        | Бод.            | Плас.           | Укупно          | Плас.           |
| ------------- | --------------- | --------------- | --------------- | --------------- | --------------- | --------------- |
| 100 м препоне | 13,05           | 13,37 (.366)    | 1.069           | 8.              | 1.069           | 8.              |
| Скок увис     | 1,85            | 1,74            | 903             | 21.             | 1.972           | 13.             |
| Бацање кугле  | 13,17           | 11,84           | 651             | 26.             | 2.623           | 21.             |
| 200 м         | 24,10           | 24,56 ЛР        | 928             | 13.             | 3.551           | 21.             |
| Скок удаљ     | 6,40            | 6,15            | 896             | 11.             | 4.447           | 16.             |
| Бацање копља  | 46,75           | 43,67           | 738             | 14.             | 5.185           | 17.             |
| 800 м         | 2:12,38         | 2:15,58         | 885             | 15.             | 6.070           | 15.             |
| Седмобој      | 6.337           |                 |                 |                 | 6.070           | 15 / 27 (31)    |

| Дисциплина    | Елишка Клучинова | Елишка Клучинова | Елишка Клучинова | Елишка Клучинова | Елишка Клучинова | Елишка Клучинова |
| Дисциплина    | Лични рекорд     | Резултат         | Бод.             | Плас.            | Укупно           | Плас.            |
| ------------- | ---------------- | ---------------- | ---------------- | ---------------- | ---------------- | ---------------- |
| 100 м препоне | 13,77            | 14,03 (.030)     | 974              | 25.              | 974              | 25.              |
| Скок увис     | 1,90             | 1,86             | 1.054            | 3.               | 2.028            | 6.               |
| Бацање кугле  | 15,21            | 14,80 ЛР         | 848              | 5.               | 2.876            | 5.               |
| 200 м         | 24,31            | 24,72 ЛР         | 913              | 18.              | 3.789            | 7.               |
| Скок удаљ     | 6,43             | 6,13             | 899              | 10.              | 4.688            | 7.               |
| Бацање копља  | 51,09            | 41,91 ЛР         | 704              | 19.              | 5.392            | 8.               |
| 800 м         | 2:12.50          | 2:13,00 ЛР       | 921              | 8.               | 6.313            | 10.              |
| Седмобој      | 6.460 НР         |                  |                  |                  | 6.313            | 10 / 27 (31)     |